# Galléroscápa-félék
A galléroscápa-félék (Chlamydoselachidae) a porcos halak (Chondrichthyes) osztályának és a szürkecápa-alakúak (Hexanchiformes) rendjének egyik családja.

## Rendszerezés
A családba az alábbi 1 élő nem és 1 fosszilis nem tartozik:
- Chlamydoselachus Garman, 1884 - típusnem
- †Proteothrinax Pfeil, 2012 - eocén, Ausztria; azonban meglehet, hogy a Chlamydoselachus szinonimája[2][3]

## Fordítás
- Ez a szócikk részben vagy egészben  a   Chlamydoselachus című angol Wikipédia-szócikk ezen változatának fordításán alapul.  Az eredeti cikk szerkesztőit annak laptörténete sorolja fel. Ez a jelzés csupán a megfogalmazás eredetét és a szerzői jogokat jelzi, nem szolgál a cikkben szereplő információk forrásmegjelöléseként.
- Ez a szócikk részben vagy egészben  a   Hexanchiformes című angol Wikipédia-szócikk ezen változatának fordításán alapul.  Az eredeti cikk szerkesztőit annak laptörténete sorolja fel. Ez a jelzés csupán a megfogalmazás eredetét és a szerzői jogokat jelzi, nem szolgál a cikkben szereplő információk forrásmegjelöléseként.